# Tainan
Tainan (en mandarí: 臺南市, Táinán-shì; en japonès: 台南市, Tainan-shi) és un municipi especial de la república de la Xina localitzat al sud-oest de l'illa de Taiwan, front a l'estret de Taiwan. Tainan és la ciutat més antiga de l'illa de Taiwan o Formosa i és comunament coneguda com a la "ciutat capital" pels seus més de 200 anys d'història com a capital de Taiwan durant el govern de Koxinga i de la dinastia Qing. La complexa història de Tainan, amb les seues decadències i renaixences han inspirat el seu malnom popular de "la ciutat fènix". Tainan està evaluada amb un "suficient" a les ciutats globals per la Globalization and World Cities Research Network.
Com l'espai urbà més antic de Taiwan que és, la ciutat de Tainan fou inicialment fundada per la Companyia Neerlandesa de les Índies Orientals (VOC) com una base per al comerç anomenada Fort Zeelandia durant el període de domini neerlandès a l'illa. Després que els colons neerlandesos foren derrotats per Koxinga el 1661, Tainan va romandre com a capital del regne de Tungning fins al 1683, quan la zona va passar sota control del govern Qing fins al 1887, quan la capital provincial de Taiwan va ser canviada a Taipei. Tainan ha sigut considerada històricament com la ciutat més antiga de l'illa i es creu que l'antic nom de la ciutat, Tayouan, és l'origen de l'actual nom de l'illa, Taiwan. Tainan és també una de les capitals culturals de Taiwan, pel seu ric folclòre, la seua gastronomia popular i els seus tradicionals i ben preservats ritus taoistes i altres festes i cerimònies populars. La ciutat té el primer temple-escola del confucianisme a Taiwan, construït el 1665, així com les restes de les portes orientals i meridionals de la ciutat i altres monuments històrics. Tainan és el municipi amb més temples budistes i taoistes de tot Taiwan.
El nom de la ciutat, Tainan, es pot traduir al català com a "el sud de Taiwan", ja que el nom està format pel primer hanzi del mot "Taiwan" (臺 o 台) i el hanzi del mot "sud" (南), fent referència amb el seu nom a la seua situació geogràfica, com també passa en moltes ciutats de l'illa com ara Taitxung.

## Fills il·lustres
- Xu Dishan (xinès:许 地 山) (1893 - 1941) escriptor, traductor xinès, especialista en el Budisme.També se'l coneix pel seu nom de ploma Luo Huasheng.